# 祝華如
祝華如（？—？）字笠三，吉林省吉林府人，清朝及中华民国政治人物。

## 生平
祝華如是吉林府人，学堂毕业，府经历职衔。清朝末年成为吉林谘议局议员。
民国五年（1916年），中央颁布各省警察教练所章程和警察传习所章程。吉林先办警察教练所，后于民国六年（1917年）改为吉林全省警察传习所，任命祝华如为吉林省警察传习所所长。
1918年，祝華如出任中华民国第二届国会参议员。1920年，第二届国会解散。